# Rutskinn
Rutskinn (Xylobolus frustulatus) är en svampart som först beskrevs av Christiaan Hendrik Persoon, och fick sitt nu gällande namn av Boidin 1958. Rutskinn ingår i släktet Xylobolus och familjen Stereaceae.  Arten är reproducerande i Sverige. Inga underarter finns listade i Catalogue of Life.

## Källor

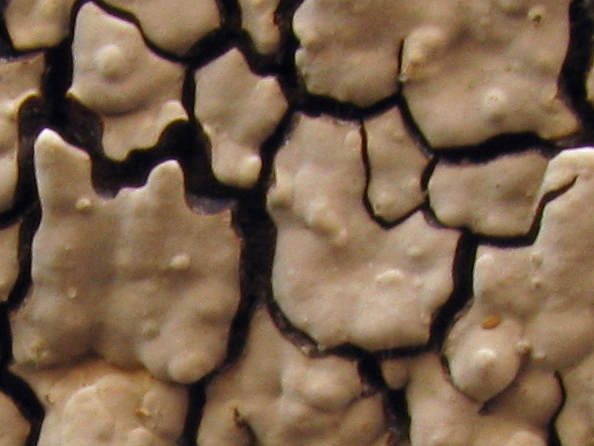